# Mitostoma sabbadinii
Mitostoma sabbadinii is een hooiwagen uit de familie aardhooiwagens (Nemastomatidae).